# Списък на римските управители на Азия
Списък на римските управители на римската провинция Азия 
- Луций Мунаций Планк ок. 40 – 36 пр.н.е.
- Поцит Валерий Месала 25 – 23 пр.н.е.?
- Марк Тулий Цицерон Младши 24/23 пр.н.е.

- Секст Апулей 23/22 пр.н.е. ?
- Гай Норбан Флак 18/17 г. или 17/16 г.

- Квинт Емилий Лепид 15 пр.н.е.
- Марк Виниций между ок. 12 пр.н.е. и 1 пр.н.е.

- Павел Фабий Максим 10/9 – 9/8 пр.н.е.

- Юл Антоний 7/6 пр.н.е.
- Гай Азиний Гал 6/5 пр.н.е.

- Гай Антисций Вет 6 пр.н.е.

- Гней Корнелий Лентул Авгур 2/1 пр.н.е.
- Публий Сулпиций Квириний 2 пр.н.е. и 1 г.
- Гай Марций Цензорин 2/3

- Марк Плавций Силван 4/5
- Луций Калпурний Пизон Авгур 5 – 12

- Публий Виниций 8/9 г.

- Луций Волузий Сатурнин проконсул на Мала Азия 9/10

- Марк Херений Пицен през първата година на император Август
- Луций Валерий Месала Волез 11 или 12 г.
- Секст Ноний Квинтилиан 16/17

- Марк Аврелий Кота Максим Месалин 20

- Гай Юний Силан 20/21
- Маний Емилий Лепид (консул 11 г.) 21/22
- Гай Фонтей Капитон 22/23

- Марк Емилий Лепид (консул 6 г.) 26 – 28
- Секст Апулей (консул 14 г.) ок. 27 – 30
- Публий Петроний 29 – 35

- Гай Вибий Руфин 36/37
- Гай Калпурний Авиола 37/38
- Гай Азиний Полион 38/39

- Гай Касий Лонгин 40/41
- Павел Фабий Персик 43/44

- Публий Мемий Регул 48/49

- Гай Помпей Лонг Гал сл. 49

- Авъл Дидий Гал 49 – 52
- Гней Домиций Корбулон 52/53
- Публий Суилий Руф 53/54
- Марк Юний Силан (консул 46 г.) 54

- Тиберий Плавций Силван Елиан 55/56

- Луций Випстан Попликола 58/59
- Месала Випстан Гал 59/60

- Квинт Марций Барей Соран (консул 52 г.) 61/62
- Публий Воласена 62/63
- Луций Салвий Отон Тициан 63/64 или 64/65
- Луций Антисций Вет 64/65
- Маний Ацилий Авиола 65/66

- Гай Фонтей Агрипа 68/69
- Марк Суилий Нерулин 69/70
- Тит Клодий Еприй Марцел 70 – 73

- Марк Апоний Сатурнин сл. 73

- Марк Ветий Болан 75/76

- Тиберий Катий Асконий Силий Италик 77/78
- Гай Леканий Бас Цецина Пет 78/79

- Авъл Дуцений Гемин по времето на иператор Веспасиан

- Гней Арий Антонин ок. 81

- Марк Меций Руф 83 – 86
- Секст Юлий Фронтин 86

- Марк Фулвий Гилон 89/90

- Публий Калвизий Рузон 92/93
- Луций Юний Цезений Пет (консул 79 г.) 93/94

- Секст Карминий Вет 96/97 – 97/98
- Публий Калвизий Рузон Юлий Фронтин 98/99
- Гней Педаний Фуск Салинатор (консул 84 г.) ок. 98/99

- Квинт Юлий Балб 100/101 – 101/102
- Гай Аквилий Прокул 103/104
- Луций Албий Пулаиен Полион 104/105
- Тиберий Юлий Целс Полемеан 106/107
- Луций Ноний Калпурний Торкват Аспренат 107/108
- Гай Корнелий Рар 108/109
- Гай Анций Авъл Юлий Квадрат 109/110
- Луций Бебий Тул 110/111
- Квинт Фабий Постумин 111/112
- Корнелий Тацит 112/113
- Квинт Вибий Секунд 113 (или 101/102)
- Авъл Вицирий Марциал 113/114
- Марк Осторий Скапула 114/115
- Квинт Фулвий Гилон Битий Прокул 115/116
- Тиберий Юлий Ферокс 116/117
- Гай Серторий Брокх Квинт Сервей Иноцент 117/118
- Гай Требоний Прокул Метий Модест 119/120
- Квинт Лициний Силван Граниан Квадроний Прокул 121/122
- Гай Миниций Фундан 122/123
- Квинт Помпей Фалкон 123/124
- Марк Педуцей Присцин 124/125
- Тит Авидий Квиет 125/126
- Публий Ювентий Целс Тит Ауфидий Хений Севериан 129/130
- Ирод Атик 134/135
- Антонин Пий 135/136

- Луций Венулей Апрониан Октавий Приск 138/139

- Луций Стаций Квадрат 156/157
- Тит Статилий Максим 157/158

- Квинт Помпей Созий Приск 163/164
- Квинт Помпей Сенецио Созий Приск ок. 163/164

- Марк Гавий Сквила Галикан 165

- Тит Помпоний Прокул Витразий Полион 167/168
- Луций Сергий Павел сл. 168
- Секст Квинтилий Кондиан 168 или 169
- Секст Квинтилий Валерий Максим 168/169 или 169/170
- Авъл Юний Руфин ок. 169/170

- Марк Юний Руфин Сабиниан 172/173
- Секст Сулпиций Тертул 173/174

- Тиберий Клавдий Брадуа Атик сл. 185

- Децим Целий Калвин Балбин ок. 200

- Квинт Тиней Сакердот между 200 и 211

- Попилий Педон Апрониан 205/206

- Гай Ауфидий Марцел между 219 и 222
- Луций Марий Максим Перпету Аврелиан между 209 и 216
- Гай Юлий Авит Алексиан 215/216
- Тиберий Манилий Фуск 209/210 или 212/213
- Гай Юлий Аспер 217, поради болест не отива
- Квинт Аниций Фауст 217/218

- Апий Клавдий Юлиан по време на имп. Каракала и Елагабал
- Марк Ауфидий Фронтон 219 – 222

- Марк Клодий Пупиен Максим ок. 220 и 225

- Квинт Хедий Лолиан Плавций Авит 224

- Тиберий Полений Армений Перегрин пр. 244
- Луций Егнаций Виктор Лолиан ок. 244 – 247
- Патерн сл. 267

- Амний Маний Цезоний Никомах Аниций Павлин 330

- Флавий Клеарк 366/367

- Евтропий 371/372
- Руфий Фест 372 – 378